# مذنب غير شمسي

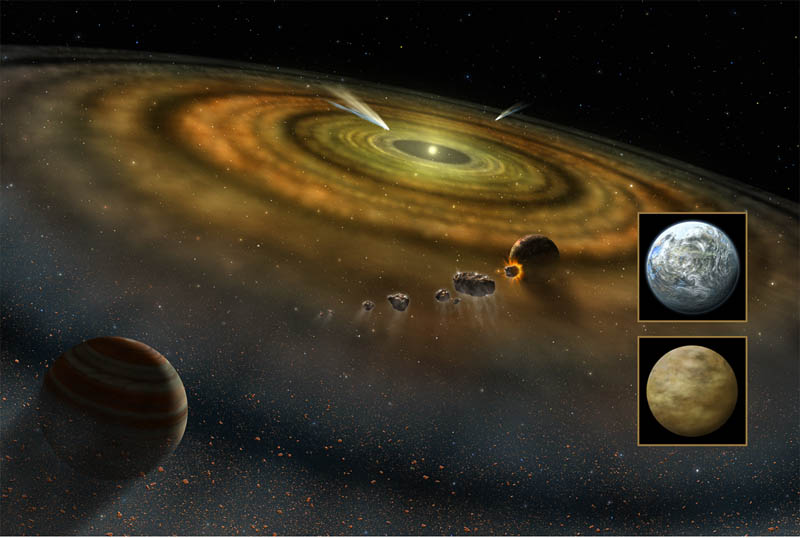
مذنب خارج المجموعة الشمسية ومختلف عمليات تشكيل كوكب حول النجم بيتا المرسمة (Beta Pictoris) نجم شاب من نجوم النسق الأساسي نوع-A (ناسا؛ تصور فني)..

مذنب غير شمسي أو مذنب خارج المجموعة الشمسية (بالإنجليزية: Exocomet أو Extrasolar comet) هو مذنب خارج النظام الشمسي، ويتضمن ذلك المذنبات بين النجوم وتلك التي في مدار حول نجوم أخرى غير الشمس. وقد اكتشفت أول مذنب خارج المجموعة الشمسية في عام 1987 حول النجم بيتا المرسمة (Beta Pictoris) نجم شاب من نجوم النسق الأساسي نوع-A والذي يقع على بعد نحو 64 مليون سنة ضوئية من النظام الشمسي.ولقد اكتشف مجموعة من العلماء عائلتين من المذنبات موجودتين في هذا النظام النجمي. يعزز هذا الاكتشاف فهمنا النظري للعمليات العنيفة التي أدت إلى تكوين الأرض والكواكب الأرضية الأخرى في النظام الشمسي. أُنجز هذا الاكتشاف بالاعتماد على تحليل يستخدم بيانات جمعت على مدار ثمانية سنوات بوساطة جهاز HARPS الموجود على متن التلسكوب ذو الفتحة 3.6 متر و التابع لوكالة الفضاء الأوروبية في مرصد لاسيلا بتشيلي، وقد تمكن الفلكيون من التركيز على الأجسام الصغيرة و المتبخّرة التي تعبر أمام النجوم الحاضنة على طول خط النظر الواصل بين التلسكوب و النجوم.
وهناك الآن ما مجموعه 11 نجم رصد حولة مذنب خارج المجموعة الشمسية أو يشتبه بوجود مذنب خارج المجموعة الشمسية.
ويرجح علماء الفلك أن السحابة الغازية حول النجم 49 قيطس ناتجة عن اصطدام مذنبات في هذا النظام الكوكبي.

## معرض صور

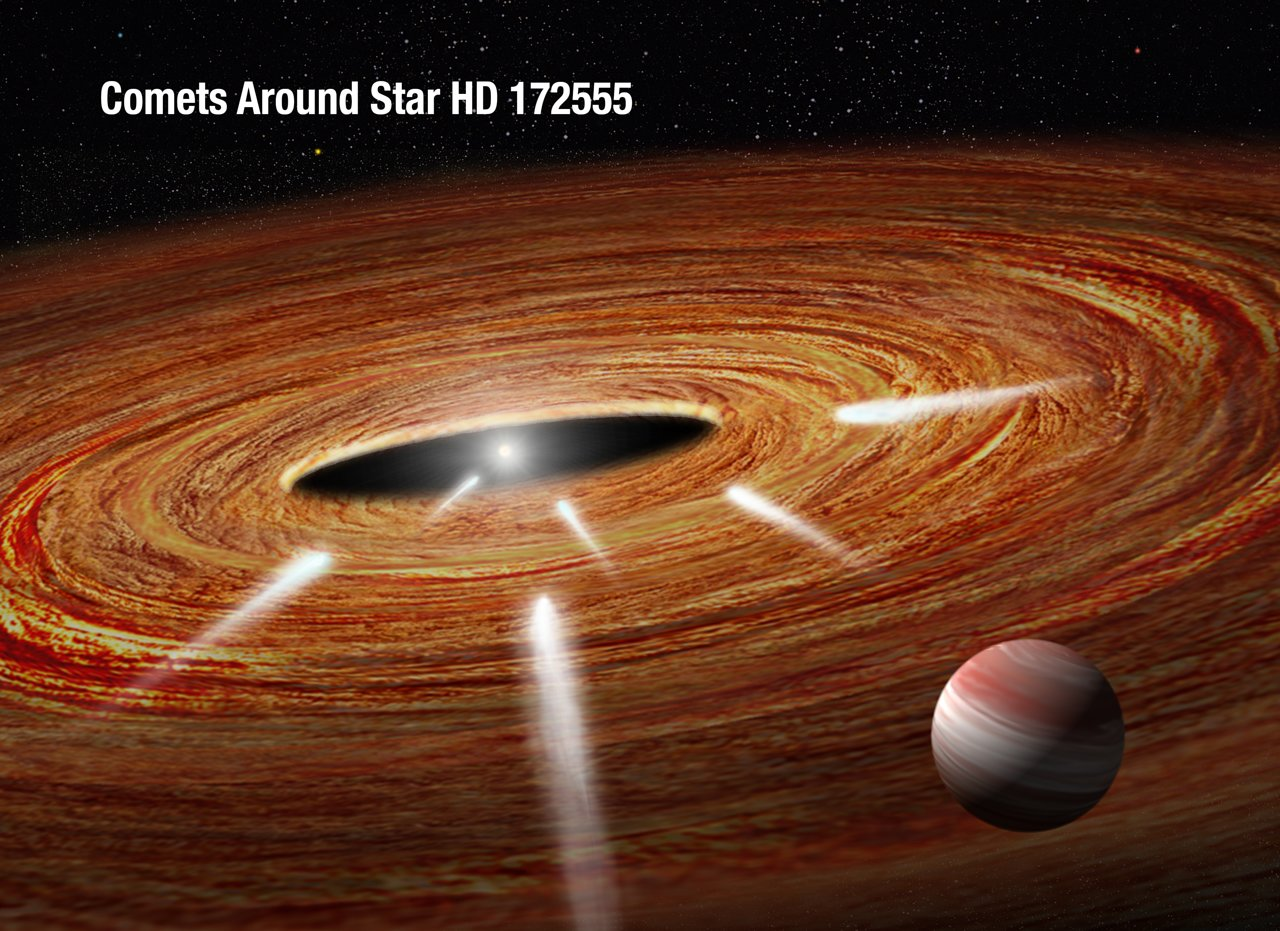
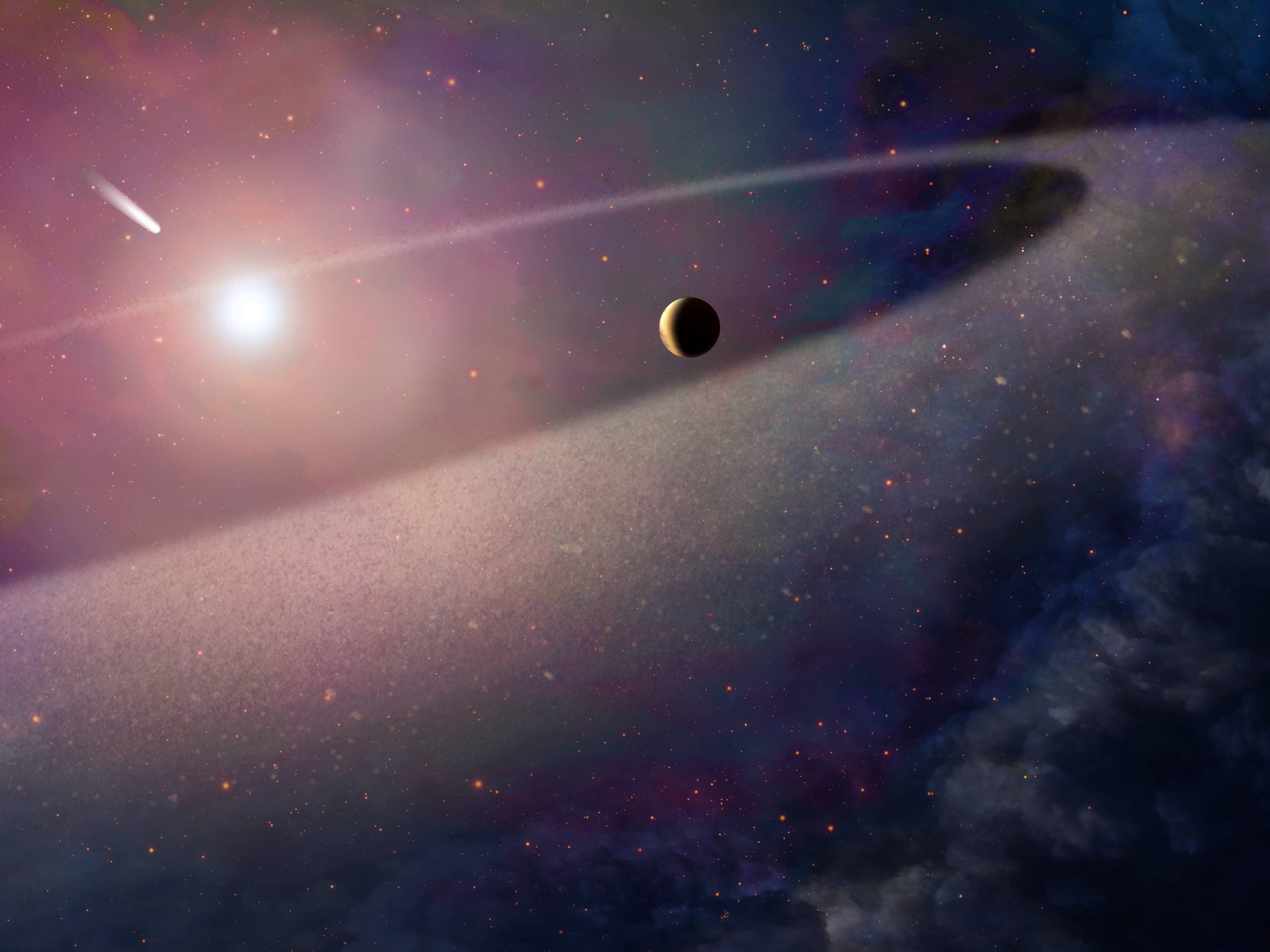
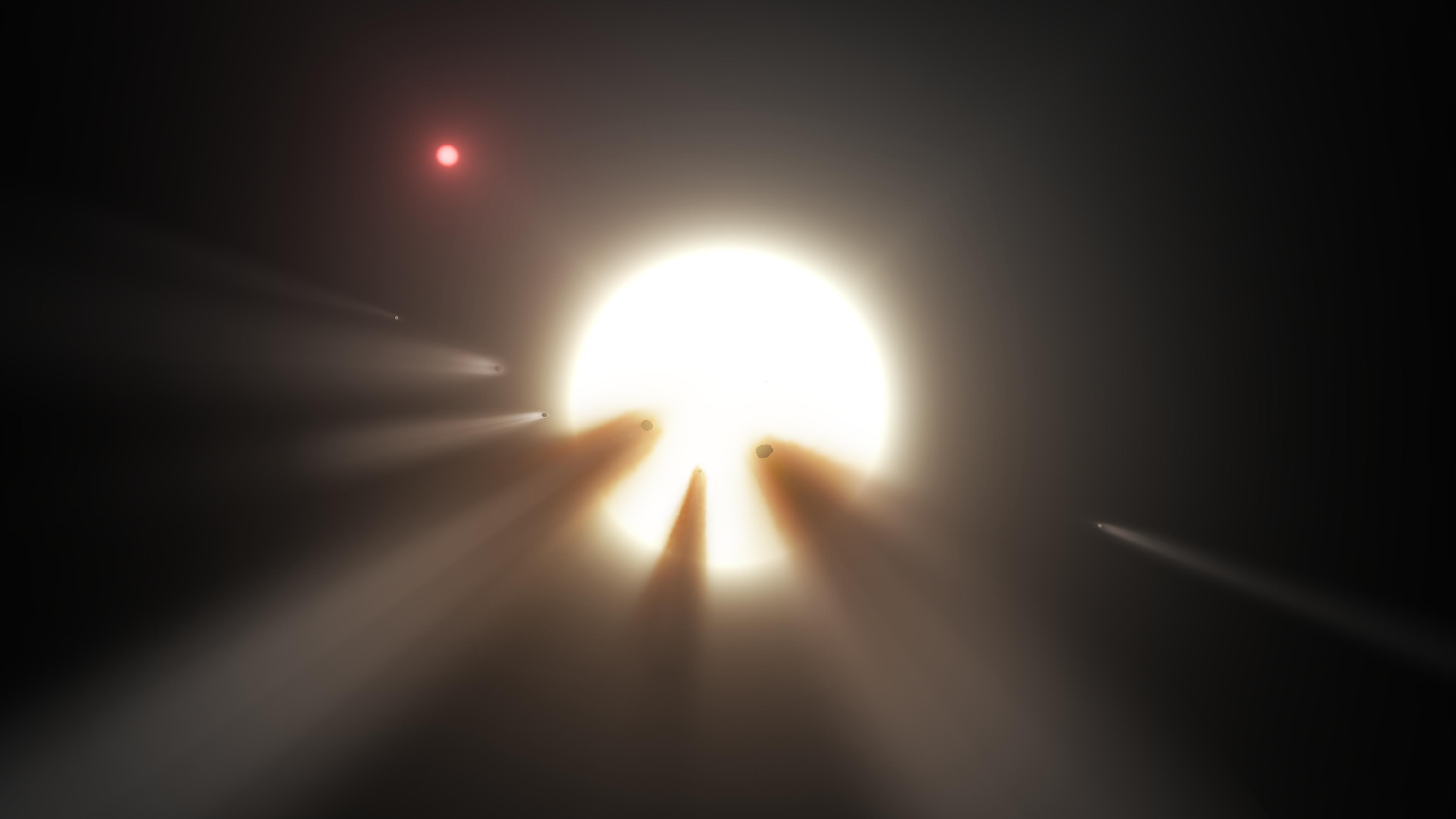